# Moodalabeedu, Krishnarajanagara
Moodalabeedu là một làng thuộc tehsil Krishnarajanagara, huyện Mysore, bang Karnataka, Ấn Độ.